# Язгур, Лазарь Семёнович
Лазарь Семёнович Язгур (7 июня 1928, Ленинград, СССР, — 2000, Израиль) — советский и израильский художник, живописец, мозаист, член Ленинградской организации Союза художников РСФСР.

## Биография
Уроженец Ленинграда. В 1946 году поступил в Таврическое художественное училище, которое окончил в 1949 году. В 1950 был принят на отделение декоративно-монументальной живописи ленинградского Высшего художественно-промышленного училища имени В. И. Мухиной; занимался у Ивана Степашкина, Сергея Петрова, Кирилла Иогансена. В 1953 окончил училище по мастерской Анатолия Казанцева. В 1953—1956 годах по распределению работал в Бугульме. С 1956 по 1988 год работал художником в Ленинградском отделении Художественного фонда РСФСР.
С 1957 года участвовал в выставках, экспонируя свои работы вместе с произведениями ведущих мастеров изобразительного искусства Ленинграда. Талантливый колорист. Работал преимущественно в жанре пейзажа, реже обращался к тематической картине. Наиболее ярко особенности живописного дарования проявились в натурных этюдах. В 1960—1980 годы много работал на Волхове в Доме творчества художников в Старой Ладоге. Среди многочисленных написанных там картин и этюдов «Сельпо в Старой Ладоге» (1961), «Зима в Чернавино» (1964), «Весна на Волхове» (1968), «Наша дача» (1973), «Старая Ладога» (1974), «Усадьба Шаховских» (1985) и другие.
Лазарь Язгур мастерски владел техникой пленэрной живописи. Его произведения отличает широкое, размашистое письмо, живопись строится на конструктивной роли цветового пятна и искусной передаче светотеневых контрастов. Колорит работ горячий, насыщенный, основанный преимущественно на модуляциях красного цвета. Среди произведений, созданных Язгуром, картины «Канев. Серый день», «Бугульма. Осень» (обе 1957), «Вечер» (1958), «Зимняя тропа» (1961), «Изборск» (1962), «На ферме» (1963), «Солнечный день», «Весна на Волхове», «Памятник старины на Старой Ладоге» (обе 1965), «Ранняя весна» (1969), «Лёд пошёл» (1973), «Март» (1975) и другие.
Лазарь Язгур был членом Санкт-Петербургского Союза художников (до 1992 года — Ленинградской организации Союза художников РСФСР) с 1961 года. С 1993 года и до конца жизни проживал в Израиле.
Произведения Л. С. Язгура находятся в музеях и частных собраниях в России, Японии, Германии, Израиле, Великобритании, США, Финляндии и других странах.

## Выставки
- 1957 год (Ленинград): 1917 - 1957. Выставка произведений ленинградских художников.
- 1961 год (Ленинград): Выставка произведений ленинградских художников.
- 1964 год (Ленинград): Ленинград. Зональная выставка.
- 1965 год (Ленинград): Весенняя выставка произведений ленинградских художников.
- 1968 год (Ленинград): Осенняя выставка произведений ленинградских художников.
- 1969 год (Ленинград): Весенняя выставка произведений ленинградских художников.
- 1973 год (Ленинград): Осенняя выставка произведений ленинградских художников.
- 1974 год (Ленинград): Весенняя выставка произведений ленинградских художников.
- 1975 год (Ленинград): Наш современник. Зональная выставка произведений ленинградских художников.
- 1994 год (Петербург): Этюд в творчестве ленинградских художников 1940-1980 годов.
- 1995 год (Петербург): Лирика в произведениях художников военного поколения. Живопись. Графика.